# 舊亞希利尼察
48°58′43″N 25°41′38″E / 48.97861°N 25.69389°E
舊亞希利尼察（羅馬化：Stara Yahilnytsia）是烏克蘭的村落，位於該國西部捷爾諾波爾州，由喬爾特基夫區負責管轄，面積2.48平方公里，2014年人口525，人口密度每平方公里272.3人。